# Josef Hoch
Josef Hoch (18. března 1845 Hrubčice – 6. května 1895 poblíž Prostějova) byl rakouský politik české národnosti z Moravy, na konci 19. století poslanec Říšské rady.

## Biografie
Profesí byl majitelem hospodářství. Po delší dobu zastával funkci starosty domovských Hrubčic.
Byl i poslancem Říšské rady (celostátního parlamentu Předlitavska), kam usedl ve volbách roku 1891 za kurii venkovských obcí na Moravě, obvod Kroměříž, Přerov atd. V parlamentu setrval až do své smrti roku 1895. Pak ho nahradil Josef Vychodil. Ve volebním období 1891–1897 se uvádí jako Josef Hoch, majitel hospodářství, bytem Hrubčice.
Po volbách roku 1891 je na Říšské radě uváděn coby moravský Čech. Byl členem konzervativní Národní strany (moravská odnož staročechů). Ve volbách roku 1891 porazil po vyrovnaném souboji kandidáta Lidové strany na Moravě (moravská odnož mladočechů) Josefa Vychodila. V parlamentu se zaměřoval především na otázky rolnictva.
Zemřel náhle v květnu 1895. Na cestě mezi Hrubčicemi a Prostějovem byl stižen mrtvicí a na místě zemřel. K tragické události došlo večer 6. května u silnice z Prostějova do Hrubčic.